# Jadon Sancho
Jadon Malik Sancho (Londres, 25 de março de 2000) é um futebolista inglês que atua como ponta-direita. Atualmente joga no Manchester United.

## Carreira

### Início
Sancho se juntou a Watford aos sete anos de idade. Devido a problemas de deslocamento de Londres para a academia do clube, ele se mudou para o alojamento fornecido por Watford e começou a frequentar a escola parceira da Harefield Academy como pensionista, com 11 anos.

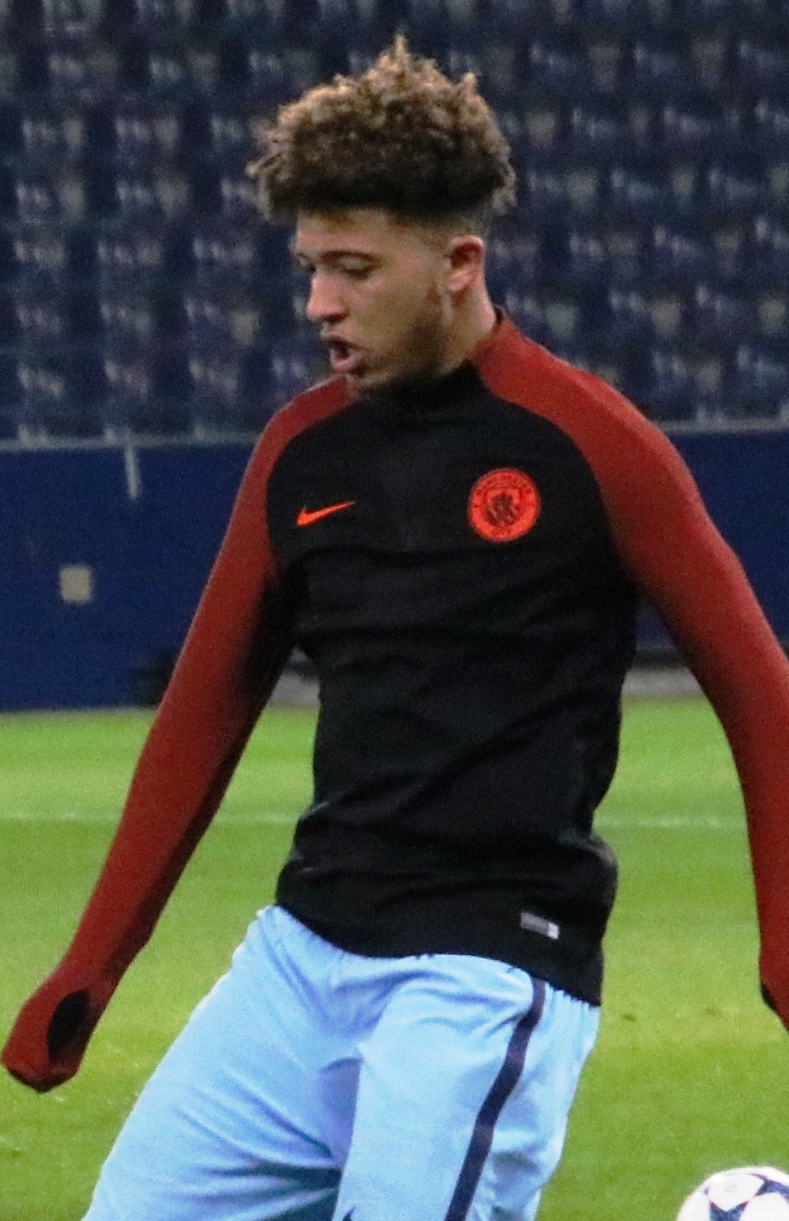
Jadon pelo Manchester City em 2017.

Aos 14 anos, ele se mudou para Manchester City, em 8 de março de 2015 por uma taxa inicial de £ 66.000 sob o EPPP, potencialmente subindo para £ 500.000 com complementos. Sancho continuou a impressionar na academia do Manchester City e foi um de um trio de jogadores que o presidente do Manchester City, Khaldoon Al Mubarak, disse que seria rastreado rapidamente para a equipe principal criada em 31 de maio de 2017.

### Borussia Dortmund
Em 31 de agosto de 2017, Jadon Sancho assinou com o Borussia Dortmund por um valor de 7 milhões de euros e foi imediatamente incluído na equipe principal, tendo o número 7 recentemente desocupado por Ousmane Dembélé. Sancho estreou no empate por 2–2 contra o Eintracht Frankfurt, em 21 de outubro de 2017, tornando-se o primeiro inglês a disputar uma partida da Bundesliga pelo Borussia Dortmund. Ele marcou seu primeiro gol como profissional em 21 de abril de 2018. Foi o primeiro gol da vitória por 4-0 contra o Bayer Leverkusen na Bundesliga e também ajudou outros dois gols no mesmo jogo. 
Depois de assinar um novo contrato, mantendo-o no clube até 2022, Sancho desfrutou de um sucesso em outubro de 2018 ao ser nomeado Jogador do Mês da Bundesliga, registrando três gols e assistência em apenas três jogos da Bundesliga. Entre seus objetivos para o mês, estava um empate contra o Hertha BSC, que o tornou o primeiro jogador nascido nos anos 2000 a marcar duas vezes em uma única partida da Bundesliga e o mais jovem de todos os tempos por um jogador do Dortmund. Em 24 de outubro, ele também se tornou o primeiro jogador nascido nos anos 2000 a marcar na Liga dos Campeões da UEFA pelo Borussia Dortmund contra o Atlético Madrid.
Durante um empate em 3–3 com o Hoffenheim, em 9 de fevereiro de 2019, ele se tornou o jogador mais jovem a marcar oito gols em uma única temporada da Bundesliga, quebrando o recorde anteriormente detido por Christian Wück. Mais tarde naquele mês, após marcar uma vitória por 3 a 2 sobre o Bayer Leverkusen, ele quebrou o recorde de Lukas Podolski para se tornar o jogador mais jovem a marcar nove gols na Bundesliga, com 18 anos e 336 dias. Em 13 de abril, Sancho marcou um golo na vitória por 2–1 sobre o Mainz e, ao fazê-lo, tornou-se o jogador mais jovem do Dortmund a marcar pelo menos 10 gols em uma única campanha da Bundesliga. Após uma impressionante campanha da liga, na qual marcou 12 gols e deu 14 assistências, Sancho foi nomeado na Seleção da temporada 2018–19 da Bundesliga.

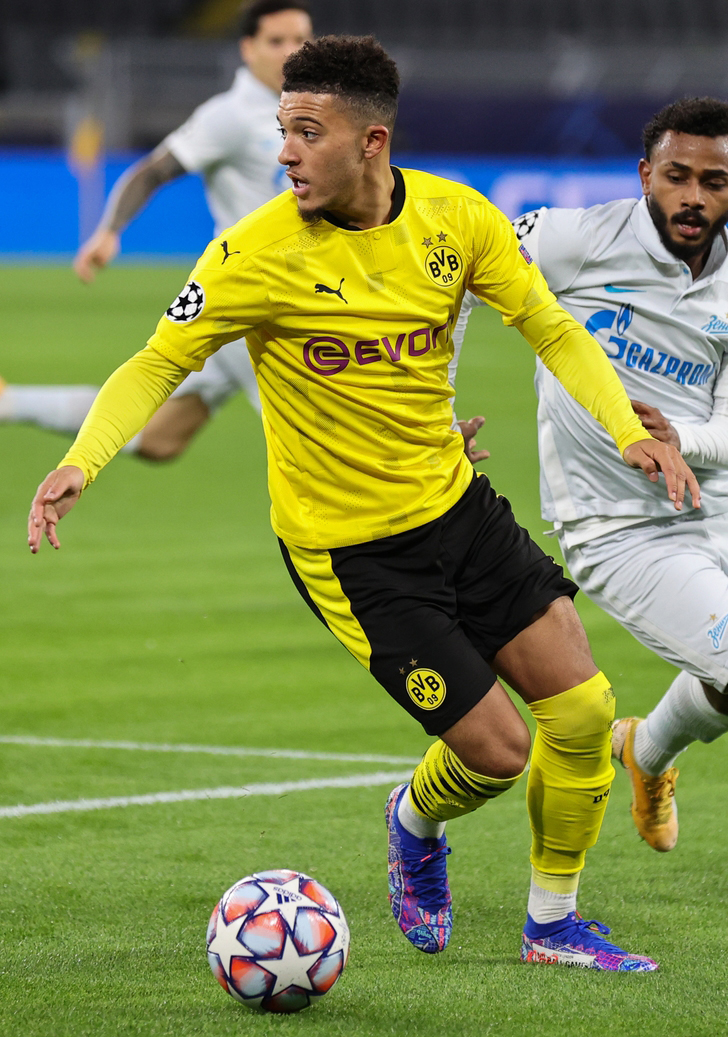
Jadon Sancho com o Borussia Dortmund em 2020

O sucesso continuou antes da temporada 2019–20, em 3 de agosto de 2019, com Sancho fornecendo assistência e marcando na vitória por 2–0 sobre o Bayern de Munique pela Supercopa da Alemanha de 2019. Mais tarde, naquele mês, Sancho assinou um novo contrato com o Borussia Dortmund.
Em 31 de maio de 2020, Sancho marcou seu primeiro hat-trick na carreira na vitória por 6–1 sobre o Paderborn. Depois de marcar seu primeiro gol, ele tirou a camisa para revelar uma camisa com a mensagem "Justiça para George Floyd", um homem negro de Minneapolis que havia sido assassinado pela polícia na semana anterior.
Em 13 de maio de 2021, Sancho marcou dois gols na final da Copa da Alemanha de Futebol de 2020–21, na vitória por 4 a 1 sobre o RB Leipzig, com seu time se sagrando campeão.
Sancho deixou Dortmund com 50 gols em 137 jogos atrás dele.

### Manchester United

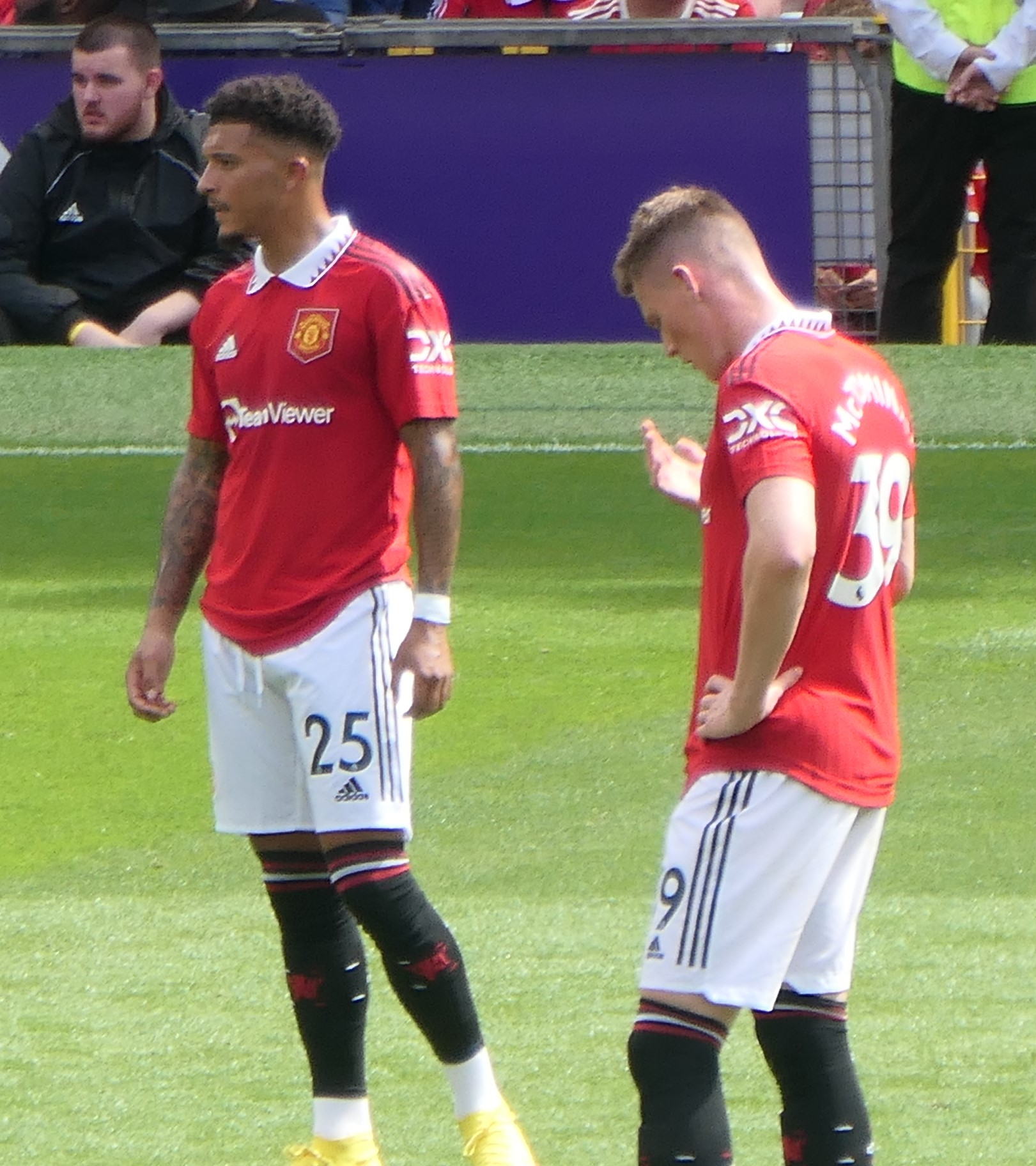
Sancho (número 25) jogando pelo Manchester United em 2022

#### 2021–22
Em 1 de julho de 2021, foi anunciado que o Manchester United e o Borussia Dortmund haviam chegado a um acordo para a transferência de Sancho, sujeito a ele assinar um contrato e passar por um exame médico depois da UEFA Euro 2020.
Em 14 de agosto, ele fez sua estreia como substituto de Daniel James em uma vitória por 5-1 sobre o rival Leeds United. Já em 23 de novembro, Jadon Sancho marcou seu primeiro gol pelo clube, contra o Villarreal para garantir um lugar na fase eliminatória da Liga dos Campeões.
Sancho atuou em 29 jogos na Premier League, marcando três gols e três assistências. Sancho fez 38 partidas em todas as competições e marcou cinco gols e três assistências. O jogador ficou marcado negativamente em seu primeiro ano com a camisa dos Red Devils, já que havia passado por três treinadores e não havia replicado o futebol que o fizera ser contratado.

#### 2022–23
Durante essa temporada, o jogador foi afastado pelo técnico Erik Ten Hag para tratar de seus "problemas psicológicos". Após "uma série de discussões", o treinador conseguiu convencer Jadon a fazer um tratamento psicológico nos Países Baixos durante o tempo que a equipe jogava suas competições da temporada.
O atleta ficou 3 meses afastado dos gramados cuidado de sua saúde mental e retornou ao clube em fevereiro de 2023, quando o United venceu o Nottingham Forest na semifinal da Copa da Liga. Competição essa que seria vencida pelo Manchester após derrotarem o Newcastle na final.
Pela Premier League, o atleta retornou em 8 de fevereiro, e tão logo marcou seu primeiro gol contra o Leeds. Após o retorno de seu tratamento, Jadon Sancho balançou as redes 4 vezes. Assim terminou a temporada ao todo com sete gols e três assistências em 41 jogos, superando assim a somatória de sua temporada anterior, quando tivera 3 treinadores.

#### 2023–24

##### Afastamento
Após Sancho não ser incluído na convocatória do United para o jogo contra o Arsenal, na 3ª rodada da Premier League, o técnico Erik ten Hag explicou que ele não foi escolhido devido ao "seu desempenho nos treinos". Em resposta, Sancho escreveu nas redes sociais:
| “ | Não permitirei que digam coisas completamente falsas, me comportei muito bem nos treinos desta semana... há muito tempo que sou bode expiatório, o que não é justo! | ” |

O United anunciou em 14 de setembro que o jogador treinaria fora do grupo principal até que a questão do problema disciplinar fosse resolvida. Sancho, posteriormente, foi afastado de todas as instalações do Manchester e tão logo foi negociado com outra equipe assim que foi aberta a janela de transferências.

### Borussia Dortmund (empréstimo)
No dia 11 de janeiro de 2024, o Manchester United anunciou o empréstimo de Sancho até o fim da temporada ao Borussia Dortmund por 4 milhões de euros.
Na sua partida de reestreia com o clube, Sancho deu uma assistência a Marco Reus numa vitória por 3-0 sobre o SV Darmstadt 98. O seu primeiro gol da reestreia, porém, viria numa partida contra o Werder Bremen, onde Sancho marcou um gol numa vitória de 2-1.
Seu primeiro gol da temporada na Liga dos Campeões foi contra o PSV Eindhoven válido pelo jogo de volta das Oitavas de Final, numa vitória por 2-0, quando Sancho recebeu a bola de Julian Brandt e chutou de fora da área. Na sua passagem de volta, Sancho conseguiu se adaptar na equipe e foi titular em todos os confrontos de mata-mata na campanha finalista do Dortmund, que perdeu o jogo decisivo para o Real Madrid.
Jadon concluiu sua temporada de empréstimo com 3 gols em 21 partidas. O atacante retornaria ao United na época seguinte, mas sua relação desgastada com o treinador fizera com que os Red Devils buscassem negociar o atleta. O Manchester United buscava clubes para negociar Sancho por um valor próximo de 40 milhões de libras.

### Chelsea
Sancho iniciou a temporada com o Manchester United e chegou a entrar em campo na Supercopa da Inglaterra de 2024. Na competição, foi um dos atletas dos Red Devils que não acertaram o gol nas penalidades e viu o Manchester City comemorar o título.
Esse foi o último jogo de Sancho com a camisa do United pois, em 30 de agosto, no último dia da janela de transferências da Inglaterra, o jogador assinou um empréstimo com o Chelsea. O contrato possuía uma cláusula de obrigação de compra por um valor próximo a 20 milhões de euros.

## Seleção Inglesa
Em 8 de outubro de 2017, marcou dois gols na vitória por 4 a 0 sobre o Chile pela 1° rodada da Copa do Mundo FIFA Sub-17.

#### Principal
Sancho foi convocado para a Seleção Inglesa pela primeira vez em 4 de outubro de 2018, em preparação para os jogos da UEFA Nations League contra a Croácia e a Espanha. Ele estreou contra a Croácia em 12 de outubro, em um empate fora de casa por 0-0. Em 22 de março de 2019, Sancho começou como titular na vitória por 5-0 sobre a República Tcheca no Estádio de Wembley, em uma partida de qualificação para a UEFA Euro 2020. Sancho marcou pela primeira vez pela Seleção Inglesa no dia 10 de setembro, na vitória em casa por 5 a 3 sobre o Kosovo, pela eliminatória da UEFA Euro 2020.

## Estatísticas
Atualizado até 25 de maio de 2023.

### Clubes

#### Categorias de base
| Temporada                    | Clube                        | Campeonato                   | Jogos | Gols | Assist. |
| ---------------------------- | ---------------------------- | ---------------------------- | ----- | ---- | ------- |
| 2015–16                      | Manchester City              | FA Youth Cup                 | 2     | 0    | 1       |
| 2016–17                      | Manchester City              | Premier League Sub-18        | 15    | 13   | 4       |
| 2016–17                      | Manchester City              | Premier League 2             | 7     | 3    | 2       |
| 2016–17                      | Manchester City              | FA Youth Cup                 | 5     | 2    | 1       |
| 2016–17                      | Manchester City              | Liga Jovem da UEFA           | 6     | 2    | 0       |
| 2017–18                      | Borussia Dortmund            | Liga Jovem da UEFA           | 5     | 3    | 0       |
| 2017–18                      | Borussia Dortmund            | Bundesliga Sub-19            | 1     | 1    | 1       |
| Total nas categorias de base | Total nas categorias de base | Total nas categorias de base | 41    | 24   | 9       |

#### Profissional
| Equipe               | Temporada         | Campeonato nacional | Campeonato nacional | Campeonato nacional | Copa nacional | Copa nacional | Copa nacional | Competições continentais | Competições continentais | Competições continentais | Outros torneios | Outros torneios | Outros torneios | Total | Total | Total   |
| Equipe               | Temporada         | Jogos               | Gols                | Assist.             | Jogos         | Gols          | Assist.       | Jogos                    | Gols                     | Assist.                  | Jogos           | Gols            | Assist.         | Jogos | Gols  | Assist. |
| -------------------- | ----------------- | ------------------- | ------------------- | ------------------- | ------------- | ------------- | ------------- | ------------------------ | ------------------------ | ------------------------ | --------------- | --------------- | --------------- | ----- | ----- | ------- |
| Borussia Dortmund II | 2017–18           | 3                   | 0                   | 1                   | –             | –             | –             | –                        | –                        | –                        | –               | –               | –               | 3     | 0     | 1       |
| Borussia Dortmund II | Total             | 3                   | 0                   | 1                   | –             | –             | –             | –                        | –                        | –                        | –               | –               | –               | 3     | 0     | 1       |
| Borussia Dortmund    | 2017–18           | 12                  | 1                   | 4                   | –             | –             | –             | –                        | –                        | –                        | –               | –               | –               | 12    | 1     | 4       |
| Borussia Dortmund    | 2018–19           | 34                  | 12                  | 18                  | 2             | 0             | 1             | 7                        | 1                        | 1                        | –               | –               | –               | 43    | 13    | 20      |
| Borussia Dortmund    | 2019–20           | 32                  | 17                  | 17                  | 3             | 0             | 0             | 8                        | 2                        | 2                        | 1               | 1               | 1               | 44    | 20    | 20      |
| Borussia Dortmund    | 2020–21           | 26                  | 8                   | 11                  | 6             | 6             | 3             | 6                        | 2                        | 3                        | –               | –               | –               | 38    | 16    | 17      |
| Borussia Dortmund    | 2023–24           | 16                  | 2                   | 1                   | –             | –             | –             | 4                        | 1                        | -                        | –               | –               | –               | 16    | 3     |         |
| Borussia Dortmund    | Total             | 120                 | 40                  | 51                  | 11            | 6             | 4             | 25                       | 6                        | 6                        | 1               | 1               | 1               | 153   | 53    | 62      |
| Manchester United    | 2021–22           | 29                  | 3                   | 3                   | 2             | 1             | 0             | 7                        | 1                        | 0                        | –               | –               | –               | 38    | 5     | 3       |
| Manchester United    | 2022–23           | 26                  | 6                   | 3                   | 4             | 0             | 0             | 10                       | 1                        | 0                        | –               | –               | –               | 41    | 7     | 3       |
| Manchester United    | Total             | 54                  | 8                   | 5                   | 6             | 1             | 0             | 17                       | 2                        | 0                        | –               | –               | –               | 79    | 12    | 6       |
| Total na carreira    | Total na carreira | 161                 | 46                  | 56                  | 17            | 7             | 4             | 38                       | 7                        | 6                        | 1               | 1               | 1               | 217   | 61    | 67      |

### Seleção Inglesa
| Ano   | Jogos | Gols | Assist. |
| ----- | ----- | ---- | ------- |
| 2015  | 5     | 5    | 0       |
| 2016  | 3     | 1    | 0       |
| Total | 8     | 6    | 0       |

| Ano   | Jogos | Gols | Assist. |
| ----- | ----- | ---- | ------- |
| 2016  | 5     | 4    | 1       |
| 2017  | 13    | 11   | 8       |
| Total | 18    | 15   | 9       |

| Ano   | Jogos | Gols | Assist. |
| ----- | ----- | ---- | ------- |
| 2017  | 3     | 1    | 4       |
| 2018  | 2     | 1    | 0       |
| Total | 5     | 2    | 4       |

| Ano   | Jogos | Gols | Assist. |
| ----- | ----- | ---- | ------- |
| 2018  | 3     | 0    | 1       |
| 2019  | 8     | 2    | 2       |
| 2020  | 7     | 1    | 1       |
| 2021  | 5     | 0    | 2       |
| Total | 23    | 3    | 6       |

| Ano   | Jogos | Gols | Assist. |
| ----- | ----- | ---- | ------- |
| 2015  | 5     | 5    | 0       |
| 2016  | 13    | 9    | 6       |
| 2017  | 16    | 12   | 12      |
| 2018  | 5     | 1    | 1       |
| 2019  | 8     | 2    | 2       |
| 2020  | 7     | 1    | 1       |
| 2021  | 5     | 0    | 2       |
| Total | 59    | 30   | 24      |

Expanda a caixa de informações para conferir todos os jogos deste jogador, pela sua seleção nacional.
Sub-16
|    | Data                    | Local                                               | Resultado | Adversário     | Gol(s) | Competição |
| -- | ----------------------- | --------------------------------------------------- | --------- | -------------- | ------ | ---------- |
| 1. | 27 de outubro de 2015   | Stade Didier Pironi, Limeil-Brévannes               | 3–4       | Japão          | 1      | Amistoso   |
| 2. | 29 de outubro de 2015   | Stade Marcel Laveau,, Boissy-Saint-Léger            | 2–2       | Países Baixos  | 1      | Amistoso   |
| 3. | 31 de outubro de 2015   | Complexe Léo Lagrange, Bonneuil-sur-Marne           | 0–3       | França         | 0      | Amistoso   |
| 4. | 2 de dezembro de 2015   | Premier Sports Campus, Lakewood Ranch               | 3–2       | Estados Unidos | 2      | Amistoso   |
| 5. | 6 de dezembro de 2015   | Premier Sports Campus, Lakewood Ranch               | 2–2       | Países Baixos  | 1      | Amistoso   |
| 6. | 16 de fevereiro de 2016 | St George's Park, Burton upon Trent                 | 1–0       | Noruega        | 1      | Amistoso   |
| 7. | 21 de fevereiro de 2016 | St George's Park, Burton upon Trent                 | 1–0       | Itália         | 0      | Amistoso   |
| 8. | 22 de março de 2016     | Stade de Brétignolles-sur-Mer, Bretignolles-sur-Mer | 1–0       | Rússia         | 0      | Amistoso   |

Sub-17
|     | Data                    | Local                                  | Resultado | Adversário    | Gol(s) | Assist. | Competição                |
| --- | ----------------------- | -------------------------------------- | --------- | ------------- | ------ | ------- | ------------------------- |
| 1.  | 28 de setembro de 2016  | Stadion Aldo Drosina, Pula             | 5–0       | Croácia       | 1      | 1       | Amistoso                  |
| 2.  | 30 de setembro de 2016  |                                        | 3–0       | Grécia        | 0      | 0       | Amistoso                  |
| 3.  | 3 de outubro de 2016    | Stadion Aldo Drosina, Pula             | 8–1       | Alemanha      | 1      | 0       | Amistoso                  |
| 4.  | 25 de outubro de 2016   | Stadionul Buftea, Buftea               | 2–0       | Azerbaijão    | 1      | 0       | Elim. Europeu Sub-17 2017 |
| 5.  | 27 de outubro de 2016   | Stadionul Buftea, Buftea               | 3–0       | Romênia       | 1      | 0       | Elim. Europeu Sub-17 2017 |
| 6.  | 12 de fevereiro de 2017 | Estádio Algarve, Faro/Loulé            | 3–2       | Alemanha      | 1      | 0       | Amistoso                  |
| 7.  | 14 de fevereiro de 2017 | Estádio Municipal, Albufeira           | 1–0       | Países Baixos | 0      | 0       | Amistoso                  |
| 8.  | 23 de março de 2017     | Stadium Etno Selo Stanišići, Bijeljina | 5–3       | Tchéquia      | 0      | 0       | Elim. Europeu Sub-17 2017 |
| 9.  | 25 de março de 2017     | Gradski stadion, Bijeljina             | 4–0       | Eslovênia     | 2      | 1       | Elim. Europeu Sub-17 2017 |
| 10. | 4 de maio de 2017       | Stadion Radnik, Velika Gorica          | 3–1       | Noruega       | 0      | 1       | Europeu Sub-17 2017       |
| 11. | 7 de maio de 2017       | Stadion sv. Josipa Radnika, Zagreb     | 4–0       | Ucrânia       | 1      | 2       | Europeu Sub-17 2017       |
| 12. | 10 de maio de 2017      | Stadion ŠRC Zaprešić, Zaprešić         | 3–0       | Países Baixos | 2      | 0       | Europeu Sub-17 2017       |
| 13. | 13 de maio de 2017      | Stadion Radnik, Velika Gorica          | 1–0       | Irlanda       | 1      | 0       | Europeu Sub-17 2017       |
| 14. | 16 de maio de 2017      | Stadion ŠRC Zaprešić, Zaprešić         | 2–1       | Turquia       | 1      | 1       | Europeu Sub-17 2017       |
| 15. | 19 de maio de 2017      | Stadion Anđelko Herjavec, Varaždin     | 2–2       | Espanha       | 0      | 1       | Europeu Sub-17 2017       |
| 16. | 8 de outubro de 2017    | Estádio Salt Lake, Calcutá             | 4–0       | Chile         | 2      | 1       | Copa do Mundo Sub-17 2017 |
| 17. | 11 de outubro de 2017   | Estádio Salt Lake, Calcutá             | 3–2       | México        | 1      | 1       | Copa do Mundo Sub-17 2017 |
| 18. | 14 de outubro de 2017   | Estádio Salt Lake, Calcutá             | 4–0       | Iraque        | 0      | 0       | Copa do Mundo Sub-17 2017 |

Sub-19
|    | Data                   | Local                                       | Resultado | Adversário         | Gol(s) | Assist. | Competição                |
| -- | ---------------------- | ------------------------------------------- | --------- | ------------------ | ------ | ------- | ------------------------- |
| 1. | 8 de novembro de 2017  | Trace Arena, Stara Zagora                   | 6–0       | Ilhas Faroé        | 0      | 3       | Elim. Europeu Sub-19 2018 |
| 2. | 11 de novembro de 2017 | Trace Arena, Stara Zagora                   | 2–1       | Islândia           | 0      | 1       | Elim. Europeu Sub-19 2018 |
| 3. | 14 de novembro de 2017 | Trace Arena, Stara Zagora                   | 1–0       | Bulgária           | 1      | 0       | Elim. Europeu Sub-19 2018 |
| 4. | 21 de março de 2018    | Estádio Felipe II da Macedônia, Macedônia   | 4–1       | Hungria            | 1      | 0       | Elim. Europeu Sub-19 2018 |
| 5. | 27 de março de 2018    | Training Centre Petar Miloševski, Macedônia | 0–2       | Macedônia do Norte | 0      | 0       | Elim. Europeu Sub-19 2018 |

Principal
|     | Data                   | Local                                  | Resultado | Adversário     | Gol(s) | Assist. | Competição              |
| --- | ---------------------- | -------------------------------------- | --------- | -------------- | ------ | ------- | ----------------------- |
| 1.  | 12 de outubro de 2018  | Stadion Rujevica, Rijeka               | 0–0       | Croácia        | 0      | 0       | Liga das Nações da UEFA |
| 2.  | 15 de novembro de 2018 | Estádio de Wembley, Londres            | 3–0       | Estados Unidos | 0      | 1       | Amistoso                |
| 3.  | 18 de novembro de 2018 | Estádio de Wembley, Londres            | 2–1       | Croácia        | 0      | 0       | Liga das Nações da UEFA |
| 4.  | 22 de março de 2019    | Estádio de Wembley, Londres            | 5–0       | Tchéquia       | 0      | 1       | Elim. Eurocopa 2020     |
| 5.  | 6 de junho de 2019     | Estádio D. Afonso Henriques, Guimarães | 1–3       | Países Baixos  | 0      | 0       | Liga das Nações da UEFA |
| 6.  | 9 de junho de 2019     | Estádio D. Afonso Henriques, Guimarães | 0–0       | Suíça          | 0      | 0       | Liga das Nações da UEFA |
| 7.  | 7 de setembro de 2019  | Estádio de Wembley, Londres            | 4–0       | Bulgária       | 0      | 0       | Elim. Eurocopa 2020     |
| 8.  | 10 de setembro de 2019 | St Mary's Stadium, Southampton         | 5–3       | Kosovo         | 2      | 0       | Elim. Eurocopa 2020     |
| 9.  | 11 de outubro de 2019  | Estádio Sinobo, Praga                  | 1–2       | Tchéquia       | 0      | 0       | Elim. Eurocopa 2020     |
| 10. | 14 de outubro de 2019  | Estádio Nacional Vasil Levski, Sófia   | 6–0       | Bulgária       | 0      | 0       | Elim. Eurocopa 2020     |
| 11. | 14 de novembro de 2019 | Estádio de Wembley, Londres            | 7–0       | Montenegro     | 0      | 1       | Elim. Eurocopa 2020     |
| 12. | 5 de setembro de 2020  | Laugardalsvöllur, Reiquiavique         | 1–0       | Islândia       | 0      | 0       | Liga das Nações da UEFA |
| 13. | 8 de setembro de 2020  | Estádio Parken, Copenhaga              | 0–0       | Dinamarca      | 0      | 0       | Liga das Nações da UEFA |
| 14. | 11 de outubro de 2020  | Estádio de Wembley, Londres            | 2–1       | Bélgica        | 0      | 0       | Liga das Nações da UEFA |
| 15. | 14 de outubro de 2020  | Estádio de Wembley, Londres            | 0–1       | Dinamarca      | 0      | 0       | Liga das Nações da UEFA |
| 16. | 12 de novembro de 2020 | Estádio de Wembley, Londres            | 3–0       | Irlanda        | 1      | 0       | Amistoso                |
| 17. | 15 de novembro de 2020 | Estádio Den Dreef, Lovaina             | 2–0       | Bélgica        | 0      | 0       | Liga das Nações da UEFA |
| 18. | 18 de novembro de 2020 | Estádio de Wembley, Londres            | 4–0       | Islândia       | 0      | 1       | Liga das Nações da UEFA |

## Títulos
Borussia Dortmund
- Supercopa da Alemanha: 2019
- Copa da Alemanha: 2020–21[11]

Manchester United
- Copa da Liga Inglesa: 2022–23

Chelsea
- Liga Conferência da UEFA: 2024–25

Inglaterra
- Copa do Mundo FIFA Sub-17: 2017

### Prêmios individuais
- Equipe do torneio do Campeonato Europeu Sub-17 de 2017[43]
- Jogador de ouro do Campeonato Europeu Sub-17 de 2017[44]
- 60 jovens promessas do futebol mundial de 2017 (The Guardian)[45]
- 83º melhor jovem do ano de 2017 (FourFourTwo)[46]
- Jogador do mês da Bundesliga: Outubro de 2018, Fevereiro de 2020
- Gol do mês da Bundesliga: Fevereiro de 2019
- Equipe do Ano da Bundesliga: 2018–19[47],  2019–20[48]
- Seleção VDV (associação de futebol profissional da Alemanha): 2018–19
- Goal.com NxGn: 2019

### Artilharia
- Copa da Alemanha: 2020–21 (6 gols)